# Unterseeboot 992
L'Unterseeboot 992 ou U-992 est un sous-marin allemand (U-Boot) de type VIIC utilisé par la Kriegsmarine pendant la Seconde Guerre mondiale.
Le sous-marin fut commandé le 25 mai 1941 à Hambourg (Blohm + Voss), sa quille fut posée le 30 octobre 1942, il fut lancé le 24 juin 1943 et mis en service le 2 août 1943, sous le commandement de l'Oberleutnant zur See Hans Falke.
Il capitule à Narvik en mai 1945 et est coulé en décembre 1945.

## Conception
Unterseeboot type VII, l'U-992 avait un déplacement de 769 tonnes en surface et 871 tonnes en plongée. Il avait une longueur totale de 67,10 m, un maître-bau de 6,20 m, une hauteur de 9,60 m et un tirant d'eau de 4,74 m. Le sous-marin était propulsé par deux hélices de 1,23 m, deux moteurs diesel Germaniawerft M6V 40/46 de 6 cylindres en ligne de 1 400 cv à 470 tr/min, produisant un total de 2 060 à 2 350 kW en surface et de deux moteurs électriques Brown, Boveri & Cie GG UB 720/8 de 375 cv à 295 tr/min, produisant un total 550 kW, en plongée. Le sous-marin avait une vitesse en surface de 17,7 nœuds (32,8 km/h) et une vitesse de 7,6 nœuds (14,1 km/h) en plongée. Immergé, il avait un rayon d'action de 80 milles marins (150 km) à 4 nœuds (7,4 km/h; 4,6 milles par heure) et pouvait atteindre une profondeur de 230 m. En surface son rayon d'action était de 8 500 milles nautiques (soit 15 700 km) à 10 nœuds (19 km/h).
L'U-992 était équipé de cinq tubes lance-torpilles de 53,3 cm (quatre montés à l'avant et un à l'arrière) et embarquait quatorze torpilles. Il était équipé d'un canon de 8,8 cm SK C/35 (220 coups), d'un canon antiaérien de 20 mm Flak et d'un canon 37 mm Flak M/42 qui tire à 15 350 mètres avec une cadence théorique de 50 coups par minute. Il pouvait transporter 26 mines TMA ou 39 mines TMB. Son équipage comprenait 4 officiers et 40 à 56 sous-mariniers.

## Historique
Il reçut sa formation de base au sein de la 5. Unterseebootsflottille jusqu'au 29 février 1944, il intégra sa formation de combat dans la 3. Unterseebootsflottille, dans la 11. Unterseebootsflottille puis dans la 13. Unterseebootsflottille à partir du 1er octobre 1944.
Durant tout son service, l'U-992 a combattu dans les eaux Arctiques (mer de Barents, Norvège et Kara).
Le 17 juillet 1944, l'U-992 dépose une station météorologique automatique dans l'île Jan Mayen et une autre dans l'île aux Ours.
Le 13 février 1945 à 0 h 5, l'U-992 attaque le convoi JW-64 dans la baie de Kola et signale un vapeur endommagé. C'est en réalité la corvette britannique HMS Denbigh Castle (en) qui est touché. Le navire est remorqué par le HMS Bluebell (en) et par un remorqueur russe dans le baie de Kola. Le navire a été échoué dans la baie de Bolshaya Volokovaya près de Severomorsk, chavire et devient irrécupérable.
L'U-992 se rend aux forces alliées le 9 mai 1945 à Narvik, en Norvège.
Le 19 mai 1945, il est transféré au point de rassemblement de Loch Eriboll et, plus tard, à Loch Ryan en vue de l'opération alliée de destruction massive de la flotte d'U-Boote de la Kriegsmarine.
L'U-992 est soit torpillé le 16 décembre 1945 par le sous-marin HMS Tantivy, soit coulé par des tirs d'artillerie (selon une autre source), à la position géographique 56° 10′ N, 10° 05′ O.

## Affectations
- 5. Unterseebootsflottille du 2 août 1943 au 29 février 1944 (Période de formation).
- 3. Unterseebootsflottille du 1er mars 1944 au 31 mai 1944 (Unité combattante).
- 11. Unterseebootsflottille du 1er juin 1944 au 30 septembre 1944 (Unité combattante).
- 13. Unterseebootsflottille du 1er octobre 1944 au 8 mai 1945 (Unité combattante).

## Commandement
- Oberleutnant zur See Hans Falke du 2 août 1943 au 9 mai 1945 (Croix de fer).

## Patrouilles
|       | Commandant       | Départ            | Départ          | Arrivée          | Arrivée          | Jours     | Succès  |
| ----- | ---------------- | ----------------- | --------------- | ---------------- | ---------------- | --------- | ------- |
|       | Oblt. Hans Falke | 30 mars 1944      | Kiel            | 2 avril 1944     | Stavanger        | 4 jours   |         |
|       | Oblt. Hans Falke | 13 mai 1944       | Stavanger       | 14 mai 1944      | Bergen           | 2 jours   |         |
|       | Oblt. Hans Falke | 7 juin 1944       | Bergen          | 12 juin 1944     | Ramsund          | 6 jours   |         |
|       | Oblt. Hans Falke | 15 juin 1944      | Ramsund         | 15 juin 1944     | Skjomenfjord     | 1 jours   |         |
| 1     | Oblt. Hans Falke | 18 juin 1944      | Skjomenfjord    | 24 juillet 1944  | Narvik           | 37 jours  |         |
|       | Oblt. Hans Falke | 21 août 1944      | Narvik          | 24 août 1944     | Hammerfest       | 4 jours   |         |
| 2     | Oblt. Hans Falke | 29 août 1944      | Hammerfest      | 6 septembre 1944 | Hammerfest       | 9 jours   |         |
|       | Oblt. Hans Falke | 6 septembre 1944  | Hammerfest      | 7 septembre 1944 | Narvik           | 2 jours   |         |
| 3     | Oblt. Hans Falke | 12 septembre 1944 | Narvik          | 3 octobre 1944   | Hammerfest       | 22 jours  |         |
|       | Oblt. Hans Falke | 3 octobre 1944    | Hammerfest      | 4 octobre 1944   | Narvik           | 2 jours   |         |
| 4     | Oblt. Hans Falke | 18 octobre 1944   | Narvik          | 10 novembre 1944 | Narvik           | 24 jours  |         |
| 5     | Oblt. Hans Falke | 30 novembre 1944  | Narvik          | 8 décembre 1944  | Bogenbucht       | 9 jours   |         |
| 6     | Oblt. Hans Falke | 16 janvier 1945   | Bogenbucht (de) | 21 février 1945  | Narvik           | 37 jours  | 1 060   |
| 7     | Oblt. Hans Falke | 17 mars 1945      | Narvik          | 1er avril 1945   | Narvik           | 16 jours  |         |
| 8     | Oblt. Hans Falke | 1er mai 1945      | Narvik          | 9 mai 1945       | Narvik           | 9 jours   |         |
|       | Oblt. Hans Falke | 12 mai 1945       | Narvik          | 12 mai 1945      | Skjomenfjord     | 1 jours   |         |
|       | Oblt. Hans Falke | 15 mai 1945       | Skjomenfjord    | 19 mai 1945      | Loch Eriboll, UK | 5 jours   |         |
| Total | Total            | Total             | Total           | Total            | Total            | 190 jours | 1 060 t |

Note : Oblt. = Oberleutnant zur See

### OpérationsWolfpack
L'U-990 a opéré avec les Wolfpacks (meute de loups) durant sa carrière opérationnelle.
- Trutz (1er juin – 10 juillet 1944).
- Dachs (1er-5 septembre 1944)
- Zorn (28 septembre – 1er octobre 1944)
- Grimm (1er-2 octobre 1944)
- Panther (20 octobre – 9 novembre 1944)
- Stier (5-7 décembre 1944)
- Hagen (17-21 mars 1945)

## Navires coulés
L'U-990 a détruit 1 navire de guerre de 1 060 tonneaux au cours des 8 patrouilles (190 jours en mer) qu'il effectua.
| Date            | Nom                     | Nationalité | Tonnage | Convoi | Fait         | Localisation         |
| --------------- | ----------------------- | ----------- | ------- | ------ | ------------ | -------------------- |
| 13 février 1945 | HMS Denbigh Castle (en) | Royal Navy  | 1 060   | JW-64  | Perte totale | 69° 20′ N, 33° 33′ E |